# Boží gen
Boží gen či božský gen je hypotéza navrhující specifický gen (VMAT2), který předurčuje člověka směrem k spirituální či mystické zkušenosti. S touto myšlenkou přišel genetik Deanem Hamerem, ředitel odboru Gene Structure and Regulation Unit v americkém institutu National Cancer Institute a autor knihy The God Gene: How Faith is Hardwired into our Genes (Boží gen: jak je víra zakořeněna v našich genech).
Hypotéza božího genu je založena na kombinaci psychogenetiky, neurobiologie a psychologie. Hlavními argumenty hypotézy jsou:
1. spiritualita může být kvantifikována psychometrickým měřením
2. základní tendence ke spiritualitě je částečně dědivá
3. část této dědičnosti může být přiřazena ke genu VMAT2[1]
4. tento gen se řídí měnící se úrovní monoaminů
5. spirituální jednotlivci jsou upřednostňováni přirozeným výběrem, jelikož mají vrozený smysl pro optimismus, který má pozitivní účinky buď na fyzické nebo na psychické úrovni.

Část vědců a výzkumníků je ale k této hypotéze vysoce kritická. Např. Carl Zimmer v časopisu Scientific American vznesl výtku, proč „Hamer před vytištěním své knihy nenechal její výsledky publikovat ve věrohodných vědeckých časopisech.“ Ve své knize sám Hamer napsal: „Jen kvůli tomu, že spiritualita je částečně genově vrozená, nemusí platit, že je napevno zapojená.“